# Репортер

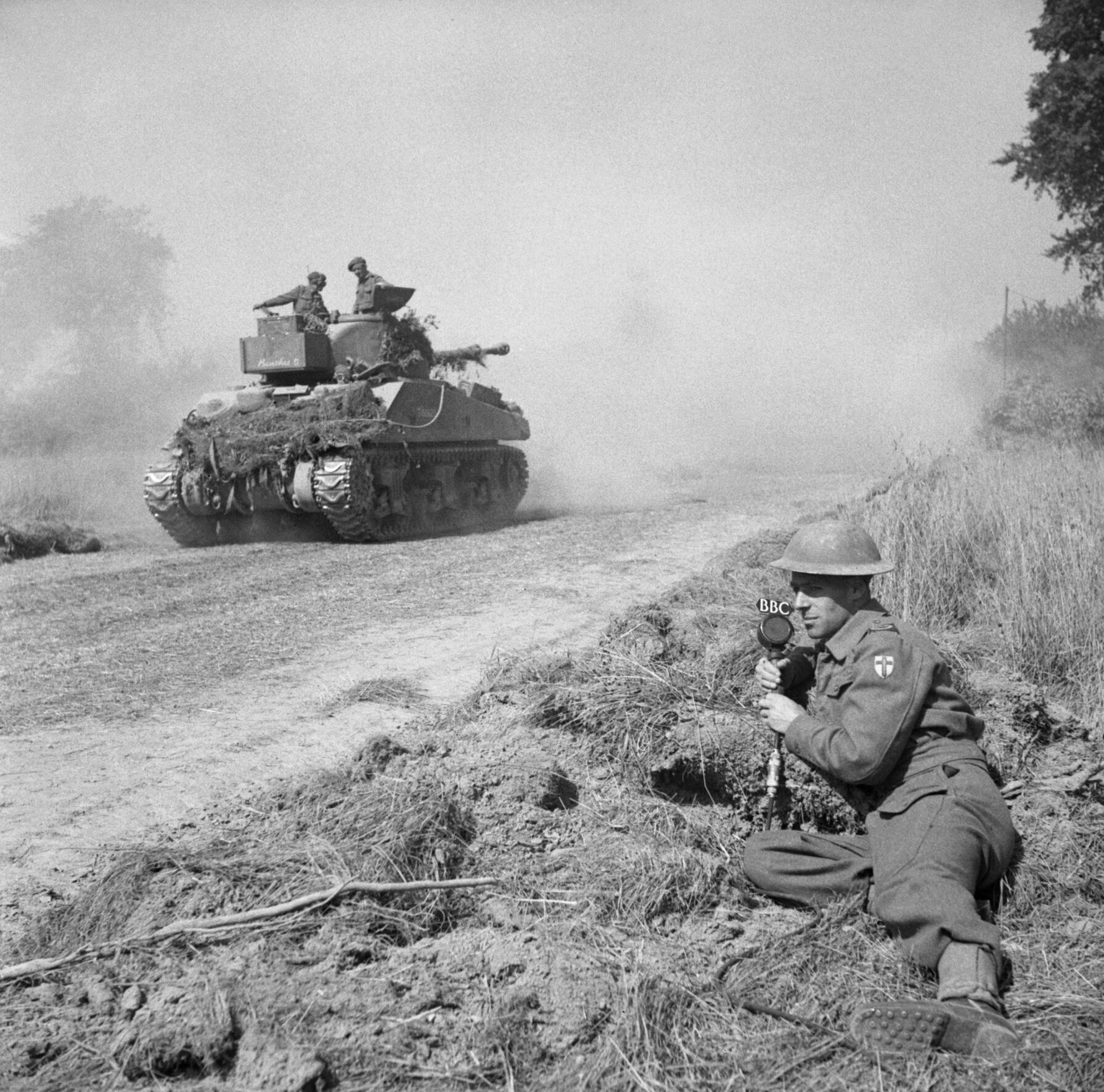
Французький кореспондент Бі-Бі-Сі П'єр Лефевр веде репортаж в Нормандії під час Другої світової війни

Репортер, також дописувач, кореспондент — співробітник ЗМІ (не обов'язково штатний), посланий на місце подій, щоб повідомляти в редакцію інформацію — репортаж (рапорт, кореспонденцію) «з місця подій». У друкованих виданнях (найчастіше в газетах) пишуть текстові повідомлення, в аудіовізуальних ЗМІ (ТБ, радіо) працюють в кадрі чи ефірі, в інтернет-виданнях створюють мультимедійний контент.
Також існують:
за спеціалізацією

- Військовий кореспондент
- Спортивний кореспондент
- Фоторепортер;

за статусом

- Постійний кореспондент
- Спеціальний кореспондент

У журналістиці все починається саме з репортерської праці: редактори можуть робити свою частину роботи тільки після того, як репортери «зібрали урожай новин».
Репортер добуває інформацію з трьох джерел:
1. документи й записи
2. інтерв'ю
3. особисті спостереження

Еверетт Денніс звів методику репортерського відбору новин до семи пунктів:
- Конфлікт (напруга, здивування).
- Розвиток якоїсь значущої події.
- Катастрофа.
- Наслідки значущої події.
- Знаменитість (людський інтерес).
- Своєчасність. Дата.
- Місцева тематика.

В принципі, репортеру необхідна добротна гуманітарна освіта. Він повинен знати мову, літературу, історію, політичні науки, економіку, соціологію, психологію, математику та природничі науки. У професійному середовищі поки не знайдено консенсусу щодо того, що краще — рекрутувати для роботи грамотного експерта і зробити з нього журналіста чи працювати над «спеціалізацією» (в тій або іншій сфері) грамотного репортера. Вважається, що:
для успішної роботи репортерові необхідно мати особливі властивості характеру і професійні навички, починаючи з чесності, допитливості і акуратності. Вони зобов'язані розпізнавати новини, тобто таку інформацію, яка буде цікава і корисна читачам, бачити факти, з яких можна скласти потенційний матеріал, вловлювати зв'язки між розрізненими на перший погляд даними, які насправді є частинами цілого.
Ліндон Джонсон іронізував:
|  | Якщо хтось працює газетним репортером - значить, в його характері є якийсь недолік. |

## Друковані ЗМІ
У словниках професію визначають таким чином: «репортер (англ.  reporter) — газетний працівник, який доставляє інформацію про пригоди та події місцевого життя». Ця дефініція не враховує реалій сьогодення, коли електронні ЗМІ формують значну частину інформаційного потоку.
Крім того, репортажі публікуються і в журналах, як щотижневих, так і щомісячних. Тому прикметник «газетний» повною мірою не відбиває сферу діяльності репортерів.
Співробітники цього профілю, як правило, «закріплені» за певними відділами редакції. Але в невеликих газетах існує лише відділ інформації, який відповідає за висвітлення місцевих подій.

## Телебачення
У контексті ТБ репортер — одне з шести амплуа тележурналіста; решта п'ять: ведучий, інтерв'юер, коментатор, оглядач, шоу-мен. Ключове значення в цій професії має оперативність.

## Кредо
У відомому сенсі ремесло міфологізоване літературою і кінематографом.
Репортер не просто знайомить глядача з новинами, але рапортує з місця подій, бувши очевидцем подій і неупереджено інформуючи про події. На відміну від колумністів та коментаторів, репортери уникають давати оцінку тому, що відбувається і визначати авторську позицію. Це не їхня прерогатива.

Акрам Хазам, шеф московського бюро телеканалу «Аль-Джазіра» стверджує:

Професія репортера бути вчасно скрізь. Тому якщо це для них є незвичайним явищем, для нас це само собою зрозуміло. Була чудова зірка MSNBC Ешлі Бенфілд, яка робила перші репортажі 11 вересня, потім була в Афганістані, працювала чудово, кожен день незвичайні репортажі із найживіших точок. Потім вона зараз виступила в університеті Північної Дакоти і сказала, що їй багато чого не подобається, як американські журналісти висвітлюють. Наступного дня її звільнили. Це зірка першої величини. Їй просто не продовжили контракт. Про це теж треба говорити. Але є чесні журналісти. Я завжди ґрунтувався на чесних журналістах, яких я знав.

Марина Леско, описуючи професію, резюмувала, що репортером суті був Хам, оскільки його розповідь про батька і є репортаж.

Петро Любимов, ведучий телеканалу «ТВ Центр» говорить:

Репортер сьогодні — це, насамперед, цинічна, неемоційна, високопрофесійна з точки зору саме телевізійної майстерності людина. Людина, яка може неупереджено дивитися на події, що відбуваються, не злякатися, якщо це якісь надзвичайні події, витримати якісь жорсткі ситуації, тому що дуже часто репортерам активно починають заважати в їхній роботі. Він повинен все це гідним чином переносити. Ось що таке репортер сьогодні. І, звичайно, перш за все, це автор, тому що репортер на Заході і в Росії це дещо різні речі. У Росії під репортером мають на увазі, перш за все, кореспондента, людину, яка може осмислити ситуацію. І, звичайно, він повинен бути неупередженим.

## Ризики професії
Професія репортера вважається однією з найнебезпечніших у світі. Щорічно в «гарячих точках» або при зніманні небезпечних сюжетів гине кілька десятків репортерів.

## У творах культури
- Професія: репортер (1975, реж. Мікеланджело Антоніоні)